# 内尔伽勒
尼爾加爾、奈爾伽爾或奈格爾（Nergal），又稱埃拉（Era），蘇美神話中的神祇，祂是恩利爾（Enlil）和寧利爾（Ninlil）的兒子，尼努爾塔 （Ninurta）和尼沙巴（Nisaba，掌管農業、學術和書記的女神）的兄弟，原本是戰神、遠射之神和霍亂之神，相傳與火星和射手座有著密切的關聯。在後世的神話中，祂強娶了埃列什基伽勒為妻，成為冥王。祂的助手為伊什木（Ishum，尼爾加爾的助手）和七神。七神是天神安（An）的七個兒子，象徵著內爾伽勒的七種破壞力。和早期的評述中，祂有時和尼努爾塔 （Ninurta）一樣被描繪成一個太陽神（代表著中午和夏至）。